# Усадьба Рагозина
Усадьба Рагозина — архитектурный ансамбль, расположенный в городе Верхотурье, Свердловской области.
Решением Совета народных депутатов № 75 от 18 февраля 1991 года присвоен статус памятника архитектуры регионального значения.

## Архитектура
Является образцом крестьянской усадьбы начала XX века. В ансамбле развитый комплекс построек оформленных с традиционными приёмами сельской застройки.
Усадьба расположена в исторической части города на правой стороне реки Туры, в квартале с застройкой усадебного типа, относящейся к XIX — началу XX века. В квартальной застройке, на перекрестке улиц Пролетарской и Крестьянской, выделяется представительный комплекс крестьянской усадьбы. Она разместилась на высокой точке рельефа по склону холма, с юго-западной стороны укреплена каменной подпорной стенкой.
Жилой дом — наиболее представительная постройка усадебного комплекса — при угловом положении на обширном участке раскрывается фасадами на две улицы. Одноэтажный бревенчатый дом с палисадником поставлен на подпорную каменную стенку.
Главным протяженным фасадом дом обращён к улице Крестьянской и вместе с прилегающими к нему воротами и фасадом хозяйственной клети формирует единый фасадный фронт. Вход в дом со стороны северного фасада ведёт сначала в сени, оттуда в прихожую, играющую роль распределительного помещения. Жилые комнаты располагаются по двум сторонам от холодных сеней, в которых размещается и лестница. По одну сторону сеней устроены горницы, а по другую — общее помещение для всей семьи.
Здание амбара поставлено в глубине хозяйственного двора, перпендикулярно улице Пролетарской. С архитектурной точки зрения также отмечены парадные ворота усадьбы.